# Geistown
Geistown ist ein Borough im Cambria County, Pennsylvania, USA, zwischen Johnstown im Nordwesten und Windber im Südosten. Das U.S. Census Bureau hat bei der Volkszählung 2020 eine Einwohnerzahl von 2.363 ermittelt. Geistown ist benannt nach dem deutschen Immigranten Joseph Geis aus Aschaffenburg, der sich hier Mitte des 19. Jahrhunderts mit seiner Familie niederließ. 1930 erhielt Geistown den Status als Borough.

## Geschichte
William Slick und seine Frau kamen 1812 als erster Siedler von Johnstown in die Gegend des heutigen Geistown, wo er über zwanzig Jahre als Friedensrichter (Justice of the Peace) tätig war. Die Slicks lebten bis 1866 auf ihrer Farm, die auch Teil der Underground Railroad war. Dieses Netzwerk aus geheimen Routen, Schutzhäusern und Fluchthelfern wie William Slick unterstützte Sklaven auf der Flucht aus den Südstaaten nach Norden.
Mitte des 19. Jahrhunderts verkaufte William Slick Teile der Farm, von denen später auch der deutsche Immigrant Joseph Geis aus Aschaffenburg welche erwarb, der mit seiner Familie hier sesshaft wurde und später das Dorf Geistown gründete. Bis zur Jahrhundertwende umfasste das Dorf neben den Wohnhäusern drei Tavernen, zwei Schmieden, ein Postamt sowie einige Geschäfte. Die erste Schule wurde 1899 eröffnet, 1915/16 folgte eine Highschool. Zwischen Geistown und Johnstown bestand bis dahin nur ein Feldweg (dirt road), der erst 1923 asphaltiert wurde. 1930 wurde der Borough Geistown aus einem Teil des Stonycreek Townships und des Richland Townships gegründet und hatte damals circa 900 Einwohner.
Bis in die 1970er-Jahre gab es ein stetiges Wachstum der Bevölkerung, die auf über 3500 stieg. In den 1960er-Jahren entstanden die Kanalisation, eine neue Feuerwache und das Gemeindehaus. 1977 war auch Geistown von der Johnstown-Flut betroffen, die durch den Bruch des Laurel Run Dam verursacht wurde und am 20. Juli 1977 380.000 m³ Wasser den Laurel Run entlang in Richtung Johnstown fließen ließ. Die Suche der Einwohner von Johnstown nach höher gelegenen Wohngegenden bescherte Geistown und dem Richland Township in den 1980er-Jahren einen letzten Aufschwung, und nahezu die gesamte Fläche von Geistown war bebaut. Danach kam es zu einem Rückgang der Bevölkerung, da die Familien kleiner wurden und die junge Generation größtenteils wegzog.